# Hedyotis obliquinervis
Hedyotis obliquinervis är en måreväxtart som beskrevs av Elmer Drew Merrill. Hedyotis obliquinervis ingår i släktet Hedyotis och familjen måreväxter. Inga underarter finns listade i Catalogue of Life.